# Donjon de l'ancien château de Châteaulin
Le donjon de l'ancien château de Châteaulin est situé à Châteaulin en France.
Il fut construit par Budic, duc de Cornouaille vers l'an 1000

## Localisation
Le donjon est situé sur le territoire de la commune de Châteaulin, dans le quartier Notre-Dame, dans le département du Finistère en région Bretagne.

## Description
Le donjon actuel date des Xe et XIe siècles, situé sur un éperon rocheux, dominant d'une cinquantaine de mètres l'Aulne, la place forte (220 mètres sur 70) se répartissait entre une basse-cour et une haute cour. Celle-ci, située en position dominante, représente le centre du château.

## Historique
Le château de Châteaulin fut érigé par Budic, comte de Cornouaille, à un moment où nombre de château émergent de terre en Bretagne.
Du château de Châteaulin il ne reste qu'une tour, en partie ruinée et couverte de végétation, dont la mise en valeur reste à faire. Depuis la ville éponyme on ne perçoit plus rien de cette architecture. Les ruines du château qui regroupait les fonctions résidentielles (demeure seigneuriale), administratives et militaires ont été décrites au cours du XIXe siècle. Jacques Cambry y voit un vieux château qui domine l'Aulne. Jean-François Brousmische est plus précis : vers le Xe siècle, sur un monticule qui domine la ville, la rivière et le pays, fut édifié un fort château. On en voit encore aujourd'hui les fondations ; l'enceinte en est encore visible, on peut en suivre la trace, juger facilement de son étendue aux débris répandus sur le sol ; des fragments de tours restent encore debout ; ce sont les témoins vivants de l'importance de cette fortification, qui depuis longtemps est cependant anéantie. En 1850, Eugène Louis-Marie Halléguen, médecin et érudit finistèrien, en fait une description plus poussée. Son contemporain l'architecte Mignon quant à lui en dresse un plan conservé aux archives diocésaines de Quimper. Eugène Louis-Marie Halléguen indique une enceinte quadrangulaire où se trouvaient un four et une résidence. La basse cour, vaste espace occupant les deux-tiers de l'espace castral, concentre traditionnellement cuisines, bâtiments de service, réserves, espaces de stockage et habitations. De ces usages, seul le colombier est connu. L'enceinte, selon F. Le Corre, devait faire 544 mètres de pourtour. Réalisée en schiste et en grès, elle était flanquée de tours semi-circulaires. La position géostratégique du château est à appréhender dans un contexte d'invasions venant du nord de l'Europe où, en raison de la destruction de Landévennec par les Vikings au Xe siècle, Châteaulin joue un rôle de protection de la vallée de l'Aulne et de l'arrière pays. Au XIe siècle, le pouvoir politique est transféré à Quimper. Des travaux sont réalisés, selon les nécessités et les finances disponibles, sur les tours et les entrées du château à la fin du XIIe siècle et au XIIIe siècle (tour actuellement visible).Vers 1373, après la guerre de Succession, le château est incendié par les Anglais quittant Châteaulin face à l'arrivée des troupes de Duguesclin. Sous François II, le château n'est plus mentionné comme forteresse ou place de guerre et l'ensemble castral est démembré. Devenu inutile au XVe siècle, le domaine est vendu à la fin du XVIIe siècle. Le nouveau propriétaire, Urbain de Tréouret de Kerstrat, en fait don à Yves Beauguion, prêtre à Notre-Dame, le 22 mai 1689 : le site est dorénavant dévolu à un hospice-orphelinat. Quant au château il a servi pendant plusieurs siècles de carrière.
Le donjon est inscrit à l'inventaire général du patrimoine culturel.